# تغییر (فیلم ۲۰۲۳)
تغییر (به انگلیسی: The Convert) یک فیلم درام محصول سال ۲۰۲۳ به کارگردانی لی تاماهوری با بازی گای پیرس است.
این فیلم برای اولین بار در جشنواره بین‌المللی فیلم تورنتو در سال ۲۰۲۳ در ۷ سپتامبر ۲۰۲۳ به نمایش درآمد.

## تولید
مکان‌های فیلمبرداری شامل سواحل اوکلند غربی، استودیو غرب، و مکان‌های دیگر در اطراف منطقه آوکلند و نورثلند بود. بنا به گزارش نیوزیلند هرالد فیلمبرداری اصلی در نوامبر ۲۰۲۲ به پایان رسیده‌است.

## داستان
توماس مونرو واعظ غیر روحانی در یک شهرک بریتانیایی در یک جنگ خونین بین قبایل مائوری در دهه ۱۸۳۰ نیوزیلند گرفتار می‌شود.

## بازیگران
- گای پیرس در نقش توماس مونرو
- ته کوه توهاکا تیوره
- نگاتای-ملبورن در نقش رنگیمای
- آنتونیو ته مایوها در نقش مینویی
- ژاکلین مک‌کنزی در نقش شارلوت
- لورنس مکور در نقش آکاتاروا
- دین اوگورمن در نقش کیدگلی
- مادلین مک‌کارتی در نقش بتانی-اوان